# Соловьёва, Тамара Фёдоровна
 Тамара Фёдоровна Соловьёва (род. 31 июля 1940 года) — советский и российский учёный в области органической химии и химии гетероциклических соединений, доктор химических наук, профессор.  Лауреат Премии РАН имени И. И. Мечникова (1993).

## Биография
Родилась 31 июля 1940 года во Владивостоке в семье профессора-китаеведа ИИАЭ ДВО АН СССР Ф. В. Соловьёва (1913—1999).
С 1957 по 1962 год обучалась на химическом факультете Дальневосточного государственного университета. 
С 1962 по 1963 год на научно-исследовательской работе в этом университете в качестве младшего научного сотрудника Лаборатории химии природных биологически активных соединений. С 1963 по 1964 год на научно-исследовательской работе в Институте органической химии имени Н. Д. Зелинского АН СССР в качестве стажёра. 
С 1964 года на научно-исследовательской работе в Институте биологически активных веществ Дальневосточного научного центра Академии наук СССР (с 1972 года — Тихоокеанский институт биоорганической химии имени Г. Б. Елякова ДВО РАН) в качестве младшего научного и старшего научного сотрудника Лаборатории химии углеводов под руководством Ю. С. Оводова, с 1975 года — руководитель Лаборатории молекулярных основ антибактериального иммунитета Отдела молекулярной иммунологии этого института, с 2005 года — главный научный сотрудник этой лаборатории.
С 1972 по 1973 год АН СССР была направлена для научной работы на Кубу, где работала в Кубинском институте океанологии. В 1983 году находилась в составе  научной экспедиции на научно-исследовательском судне «Профессор Богоров».

### Научно-педагогическая деятельность и вклад в науку
Основная научно-педагогическая деятельность Т. Ф. Соловьёва была связана с вопросами в области  органической химии, химии гетероциклических соединений и химии иммунитета, в рамках которого изучалась функции и структура компонентов наружной мембраны грамотрицательных бактерий и механизмы взаимодействия макро-и микро организмов, занималась исследованиями в области молекулярных основ антибактериального иммунитета и бактериальных антигенов.
Т. Ф. Соловьёва являлась членом Организационного комитета III Всероссийской конференции по фундаментальной гликобиологии (2016). Т. Ф. Соловьёва являлась членом Учёного и Диссертационного (по биоорганической химии) советов Тихоокеанского института биоорганической химии ДВО РАН.
В 1969 году защитила кандидатскую диссертацию по теме: «Химическое изучение пектина женьшеня», в 1990 году — докторскую диссертацию на соискание учёной степени доктор химических наук по теме: «Липополисахарид-белковые комплексы грамотрицательных бактерий : Структура и свойства». В 1990 году приказом ВАК СССР ей было присвоено учёное звание профессор. Т. Ф. Соловьёвой было написано более трёхсот научных трудов и монографий, её работы печатались в ведущих российских и международных научных химических журналах, она являлась автором четырёх авторских свидетельств на изобретения в том числе: «Способ дифференциальной диагностики псевдотуберкулеза и кишечного иерсиниоза и диагностический набор для его осуществления», «Способ дифференциальной диагностики иерсиниоза и диагностический набор для его осуществления», «Средство, повышающее неспецифическую сопротивляемость организма к бактериальным эндотоксинам», «Способ переработки красных водорослей» Под её руководством было подготовлено более семи кандидатских и три докторские диссертации.

## Основные труды
- Химическое изучение пектина женьшеня / Т.Ф. Соловьева. - Владивосток, 1969. - 176 с.
- Липополисахарид-белковые комплексы грамотрицательных бактерий : Структура и свойства / Дальневосточное отд-ние АН СССР. - Владивосток, 1990. - 342 с[8]

### Публикации
- Структура и функция порообразующих белков бактерий рода Yersinia. 1. Выделение и сравни-тельная характеристика физико-химических свойств и функциональной активности поринов иерсиний / Биоорганическая химия // 2006. Т. 32, № 4. С. 371–383
- Белок  шаперон  Skp  из Yersinia  pseudotuberculosis  обладает  способностью  связывать иммуноглобулины G / Биохимия // 2009. Т. 74, № 4. С. 501–514
- Иммунохимическая  характеристика  синтетических  пептидов,  включающих  Т-  и  В-клеточные  эпитопы неспецифических поринов патогенных иерсиний // Биоорганическая химия // 2010. Т. 36, № 6. С. 779-788.
- Formation of soluble chitosan-carrageenan polyelectrolyte complexes / Chemistry of Natural Compounds // 2012. Vol. 48, № 3. P. 353-357
- Молекулярное  клонирование,  выделение  и  характеристика  шаперона  Skp  из Yersinia pseudotuberculosis / Биохимия // 2012. Т. 77, № 11. С. 1571–1583
- Marine compounds with therapeutic potential in gram-negative sepsis / Marine Drugs[англ.] // 2013. Vol. 11, № 6. P. 2216-2229
- Порообразующие белки наружной мембраны некоторых грамотрицательных бактерий. Структура и свойства / Вестник ДВО РАН // 2014. № 1. С. 120−134
- Шаперонная  активность  иммуноглобулин-связывающего  белка Yersinia   pseudotuberculosis / Биологические мембраны // 2015. Т. 32, № 3. С. 217–220
- Рекомбинантная фосфолипаза А1 из наружной мембраны психротрофной бакте-рии Yersinia pseudotuberculosis: экспрессия, очистка, характеристика / Биохимия // 2016. Т. 81, № 1. С. 122–134
- Сравнительный анализ пространственной структуры неспецифических поринов Yersinia ruckeri метода-ми оптической спектроскопии и молекулярного моделирования / Биофизика // 2016. Т. 61, вып. 6. С. 1088–1097.
- Белковый состав клеточной оболочки бактерии Shewanella frigidimarina Pi 2–35 (Gammaproteobacteria: Shewanel-laceae) / Биология моря // 2016. Т. 42, № 1. С. 48–54
- Самоорганизация рекомбинантного мембранного порина OmpF Yersinia  pseudotuberculosis в водных средах / Биохимия // 2017. Т. 82, № 11. С. 1657-1669.
- Взаимодействие шаперона Skp из Y.  pseudotuberculosis с мультидоменными белками при разных значениях pH среды / Актуальные вопросы биологической физики и химии // 2018. Т. 3, № 4. С. 869-873
- Влияние условий экспрессии рекомбинантной фосфолипазы А1 из наружной мембраны Yersinia pseudotuberculosis на структуру и свойства телец включения / Биоорганическая химия // 2018. Т. 44, № 2. С. 163–174
- The impact of length variations in the L2 loop on the structure and thermal stability of non-specific porins: The case of OmpCs 114from the Yersinia pseudotuberculosis complex / Biochimica et Biophysica Acta[англ.] // 2018. Vol. 1860, № 2. P.  515–525[9]

## Награды
- Премия РАН имени И. И. Мечникова (1993 — за серию работ «Химическое и иммунохимическое исследование О-соматических антигенов грамотицательных бактерий»)[10]